# MTV Movie Awards 2003
Die MTV Movie Awards 2003 wurden am 31. Mai 2003 in Los Angeles, Kalifornien, vom Musiksender MTV vergeben. Die Moderatoren des Abends waren der Schauspieler Seann William Scott und der Sänger und Schauspieler Justin Timberlake. Musikalische Auftritte gab es von der russischen Band t.A.T.u.,  dem Rapper 50 Cent und der Sängerin Pink.
Mit insgesamt vier Auszeichnungen war der Film Der Herr der Ringe: Die zwei Türme der große Gewinner des Abends.

## Kategorien, Nominierungen und Gewinner

### Bester Film
Der Herr der Ringe: Die zwei Türme (The Lord of the Rings: The Two Towers)
- Barbershop
- 8 Mile
- Ring (The Ring)
- Spider-Man

### Bester Schauspieler
Eminem – 8 Mile
- Vin Diesel – xXx – Triple X (xXx)
- Leonardo DiCaprio – Catch Me If You Can
- Tobey Maguire – Spider-Man
- Viggo Mortensen – Der Herr der Ringe: Die zwei Türme (The Lord of the Rings: The Two Towers)

### Beste Schauspielerin
Kirsten Dunst – Spider-Man
- Halle Berry – James Bond 007 – Stirb an einem anderen Tag (Die Another Day)
- Kate Hudson – Wie werde ich ihn los – in 10 Tagen? (How to Lose a Guy in 10 Days)
- Queen Latifah – Chicago
- Reese Witherspoon – Sweet Home Alabama – Liebe auf Umwegen (Sweet Home Alabama)

### Bester Newcomer
Eminem – 8 Mile
- Nick Cannon – Drumline
- Kieran Culkin – Igby (Igby Goes Down)
- Derek Luke – Antwone Fisher
- Ryan Reynolds – Party Animals – Wilder geht’s nicht! (National Lampoon’s Van Wilder)

### Beste Newcomerin
Jennifer Garner – Daredevil
- Kate Bosworth – Blue Crush
- Eve – Barbershop
- Maggie Gyllenhaal – Secretary
- Beyoncé Knowles – Austin Powers in Goldständer (Austin Powers in Goldmember)

### Bester komödiantischer Auftritt
Mike Myers – Austin Powers in Goldständer (Austin Powers in Goldmember)
- Cedric the Entertainer – Barbershop
- Will Ferrell – Old School – Wir lassen absolut nichts anbrennen (Old School)
- Johnny Knoxville – Jackass: The Movie
- Adam Sandler – Mr. Deeds

### Bester Schurke
Daveigh Chase – Ring (The Ring)
- Willem Dafoe – Spider-Man
- Daniel Day-Lewis – Gangs of New York
- Colin Farrell – Daredevil
- Mike Myers – Austin Powers in Goldständer (Austin Powers in Goldmember)

Während der Dankesrede wurde Daveigh Chase so nervös, dass die Präsentatoren des Preises, Ashton Kutcher und Sean Combs, zum Podium zurückkamen und ihr beim Beenden der Dankesrede halfen.

### Bestes On-Screen Team
- Sean Astin, Gollum & Elijah Wood – Der Herr der Ringe: Die zwei Türme (The Lord of the Rings: The Two Towers)

- Kate Bosworth, Sànoe Lake & Michelle Rodríguez – Blue Crush
- Jackie Chan & Owen Wilson – Shanghai Knights
- Will Ferrell, Vince Vaughn & Luke Wilson – Old School – Wir lassen absolut nichts anbrennen (Old School)
- Johnny Knoxville, Bam Margera, Steve-O & Chris Pontius – Jackass: The Movie

### Bester virtueller Auftritt
Gollum – Der Herr der Ringe: Die zwei Türme (The Lord of the Rings: The Two Towers)
- Dobby – Harry Potter und die Kammer des Schreckens (Harry Potter and the Chamber of Secrets)
- Kangaroo Jack – Kangaroo Jack
- Scooby-Doo – Scooby-Doo
- Yoda – Star Wars: Episode II – Angriff der Klonkrieger (Star Wars: Episode II – Attack of the Clones)

### Bester Kuss
Kirsten Dunst & Tobey Maguire – Spider-Man
- Ben Affleck & Jennifer Garner – Daredevil
- Nick Cannon & Zoë Saldaña – Drumline
- Cameron Diaz & Leonardo DiCaprio – Gangs of New York
- Adam Sandler & Emily Watson – Punch-Drunk Love

### Beste Action-Sequence
- Der Herr der Ringe: Die zwei Türme (The Lord of the Rings: The Two Towers)

- Final Destination 2
- Minority Report
- Star Wars: Episode II – Angriff der Klonkrieger (Star Wars: Episode II – Attack of the Clones)

### Bester Kampf
Christopher Lee vs. Yoda – Star Wars: Episode II – Angriff der Klonkrieger (Star Wars: Episode II – Attack of the Clones)
- Eric Esch vs. Johnny Knoxville – Jackass: The Movie
- Jet Li vs. ultimative Kämpfer – Born 2 Die (Cradle 2 the Grave)
- Fann Wong vs. Palastwachen – Shanghai Knights

### Bester Trans-Atlantik Newcomer
Colin Farrell – Nicht auflegen! (Phone Booth)
- Orlando Bloom – Der Herr der Ringe: Die zwei Türme (The Lord of the Rings: The Two Towers)
- Keira Knightley – Kick It Like Beckham (Bend it like Beckham)
- Jude Law – Road to Perdition
- Rosamund Pike – James Bond 007 – Stirb an einem anderen Tag (Die Another Day)

Der Award für den Besten neuen Filmproduzent wurde das erste Mal 2003 nicht vergeben, genauso wie in den folgenden Jahren.